# Año Internacional de la Quinua
2013 fue proclamado Año Internacional de la Quinua, también conocida internacionalmente como quinoa, fue proclamado por la Asamblea General de las Naciones Unidas mediante la resolución 66/221, adoptada el 22 de diciembre de 2011. La iniciativa surgió en reconocimiento a la importancia de este alimento ancestral y su papel en la seguridad alimentaria mundial, especialmente en el contexto de la erradicación del hambre, la malnutrición y la pobreza. La quinua, cultivada y preservada por los pueblos indígenas andinos durante milenios, es reconocida por su alto valor nutricional y su capacidad de adaptación a diversas condiciones climáticas, lo que la convierte en un recurso estratégico para combatir la inseguridad alimentaria.
La proclamación destacó el papel de la biodiversidad de la quinua en el logro de objetivos de desarrollo internacionalmente acordados, incluidos los Objetivos de Desarrollo del Milenio y otras iniciativas internacionales relacionadas con la seguridad alimentaria. La FAO fue designada como organismo coordinador de las actividades conmemorativas, en colaboración con los Estados miembros, organizaciones indígenas, organizaciones no gubernamentales y otros actores relevantes.

## Actividades y alcance
Durante 2013, se desarrollaron múltiples actividades a nivel internacional para aumentar el conocimiento sobre las propiedades nutritivas, económicas, ambientales y culturales de la quinua. Se llevaron a cabo eventos educativos, conferencias y campañas de sensibilización para promover su cultivo y consumo a nivel global. Entre estas actividades se incluyeron eventos clave con la participación de expertos internacionales y representantes de comunidades indígenas.
Los Estados miembros organizaron eventos nacionales y regionales en colaboración con la FAO, con el fin de intercambiar experiencias sobre el cultivo sostenible de la quinua y su integración en estrategias de desarrollo agrícola. Se destacó el papel de Bolivia, Perú y Ecuador como principales países productores y se reconoció la labor de las comunidades indígenas andinas en la conservación de este alimento milenario.
La financiación de las actividades se logró mediante contribuciones voluntarias de gobiernos, organismos internacionales y el sector privado, en cumplimiento de lo establecido por la resolución de la Asamblea General. Se hizo especial hincapié en que todos los recursos utilizados provenían de fondos extrapresupuestarios, tal como se especificó en la resolución 66/221. La celebración del Año Internacional de la Quinua fortaleció las alianzas internacionales para fomentar sistemas alimentarios sostenibles y resilientes, inspirando a muchos países a incorporar la quinua en sus políticas agrícolas y de seguridad alimentaria.